# ベルシザー
ベルシザー（英: Bell Scissors）は、スズキ機工株式会社が2016年から発売している工業所ハサミ。

## 開発史
2013年、スズキ機工株式会社の社長鈴木豊は、生産作業中で薄いビニールや紙などのささくれが発生すると、思いがけない大きなクレームに発展する可能性があると考えた。そして､岐阜県関市の鍛冶職人とスズキ機工が共同、3年の開発を経て、刃先の研磨と安定したせん断応力が特徴のプロ仕様の工業用ハサミが発売された。

## 掲載
- 食品新聞専門版（2016年11月）